# کاتارینا اوته
کاتارینا اوته (آلمانی: Katharina Otte؛ زادهٔ ۲۹ مهٔ ۱۹۸۷) بازیکن هاکی روی چمن اهل آلمان است.